# You & Me (Jennie歌曲)
是韓國女子音乐组合BLACKPINK成員Jennie的個人特别單曲，由泰迪、Bekuh BOOM、24、和共同創作。單曲發行於2023年10月6日，首次亮相是在BLACKPINK於2022開始的世界巡迴演唱會Born Pink中Jennie為粉絲準備的個人表演曲目。也因為新曲突如其來的公開，且在未公開任何歌曲相關資料的情況下，讓現場粉絲又驚又喜。
《You & Me》取得了商業上的成功，在Billboard 全球 200 榜上最高排名第七，並在 Billboard Global Excl. U.S. 榜上登頂，成為 Jennie 首次在該榜單獲得冠軍的歌曲。在韓國，該曲在Billboard 韓國歌曲榜上奪冠，並在 Circle 數位榜上達到第四名。該歌曲還在香港、馬來西亞、新加坡、台灣和越南登上排行榜榜首，並在印尼和菲律賓進入前十名。在英國，這首歌進入了英國單曲榜的前 40 名，並且成為首位 KPOP 女歌手登頂英國單曲下載榜的歌曲。

## 背景
2022年10月15日BLACKPINK 展開世界巡演，Jennie在演唱會中演唱了〈You & Me〉，作為個人舞臺的表演曲目。
2023年10月4日，官方無預警釋出〈You & Me〉標題海報，宣佈將在來臨的6日發表新曲。5日，官方釋出拼貼版海報。
10月6日，公開舞蹈影片，同時釋出數位音源及科切拉改版音源。
單曲封面由《美少女戰士》的漫畫家武內直子操刀
這次特別單曲封面由《美少女戰士》的漫畫家武內直子與Jennie合作，以美少女戰士為原型，將Balletcore Style、雙馬尾、滿月、蝴蝶結等元素融合，打造出Jennie風格版本的戰士， 此次合作讓BLINK與動漫迷都掀起一波熱潮和話題。
〈You & Me〉封面意象主打單純而唯美，造型還原自JENNIE 先前在 Coachella 舞台的演出造型，亦即韓國設計師品牌 Dénicheur 訂製的珍珠套裝，以銀白色珍珠背心、白色蕾絲短裙與手套、白色泡泡襪（又稱堆堆襪）的雙馬尾少女之姿，溫柔地站在一輪又大又圓的滿月前，搭配強烈的歌曲曲風，顯得格外反差。
而歌名與演唱者的字樣僅在月光中加上浪漫的草寫"You & Me"，並未加上JENNIE的名字，也因為這獨特且浪漫又低調的呈現，讓這新鮮的形象為韓國流行樂視覺錦上添花，也擴展了經典漫畫在新時代的不同面貌。

## 現場表演
Jennie於2022年10月15日在韓國首爾KSPO巨蛋開始了BLACKPINK世界巡回演唱會Born Pink的首站，在演唱會中Jennie首次表演“You & Me” 。她在介紹這首歌時向觀眾解釋道：“我想向大家展示一些新的東西，你們可能會有點驚訝”。這首歌也是Jennie巡演期間的固定個人表演曲目。
表演的特色是Jennie和一名男性伴舞者合作的芭蕾舞動作以及性感舞姿兼具，在昏暗的紅月光作为辅助，让他們的剪影投射在月亮的背景上。
2023年4月15日及22日，Jennie在加利福尼亞州印第奥市舉行的科切拉音樂節上表演了混音版的《You & Me》。混音版以新的說唱為主，隨後是一段炸裂舞台的dance break。

## 商業成績
歌曲一經推出，便登上了全球多個國家 iTunes 排行榜的榜首。據YG娱樂報導，截至10月7日上午9时，《You & Me》已在全球至少53個不同地區的iTunes熱門歌曲排行榜上排名第一。
此外，《You & Me》在Vibe、Bugs等多家韓國國內實時排行榜上飆升，並在Melon和Genie上排名靠前。

## 歌曲列表
| 特別單曲 | 特別單曲                   | 特別單曲                                  | 特別單曲      | 特別單曲     | 特別單曲 |
| 曲序     | 曲目                       |                                           | 作曲          | 编曲         | 时长     |
| -------- | -------------------------- | ----------------------------------------- | ------------- | ------------ | -------- |
| 1.       | You & Me                   | 泰迪 Danny Chung                          | 泰迪 24 Vince | 24 Vince     | 3:00     |
| 2.       | You & Me（Coachella ver.） | 泰迪 Danny Chung Bekuh BOOM  | 泰迪 24 Vince | 24 Vince IDO | 3:00     |
| 总时长： | 总时长：                   | 总时长：                                  | 总时长：      | 总时长：     | 8:31     |

## 參與名單
來源：Apple Music
- Jennie – 人聲
- 泰迪 – 製作人、詞曲創作
- 24 – 作曲、編曲
- – 作曲、編曲
- – 作曲（曲目1）
- Bekuh BOOM – 作詞（曲目2）
- – 編曲（曲目2）
- 乔什·古德温（Josh Gudwin） – 混音工程
- 克里斯·蓋林格（Chris Gehringer） – 母帶工程

## 發行歷史
| 地區 | 日期          | 格式               | 廠牌               |
| ---- | ------------- | ------------------ | ------------------ |
| 全球 | 2023年10月6日 | 數位下載、串流媒體 | YG娛樂、新視鏡唱片 |